# Lochmaeocles sparsus
Lochmaeocles sparsus är en skalbaggsart som först beskrevs av Bates 1880. Lochmaeocles sparsus ingår i släktet Lochmaeocles och familjen långhorningar.
Artens utbredningsområde är:
- Costa Rica.
- Honduras.
- Nicaragua.
- Panama.

Inga underarter finns listade i Catalogue of Life.